# Aiguatinta

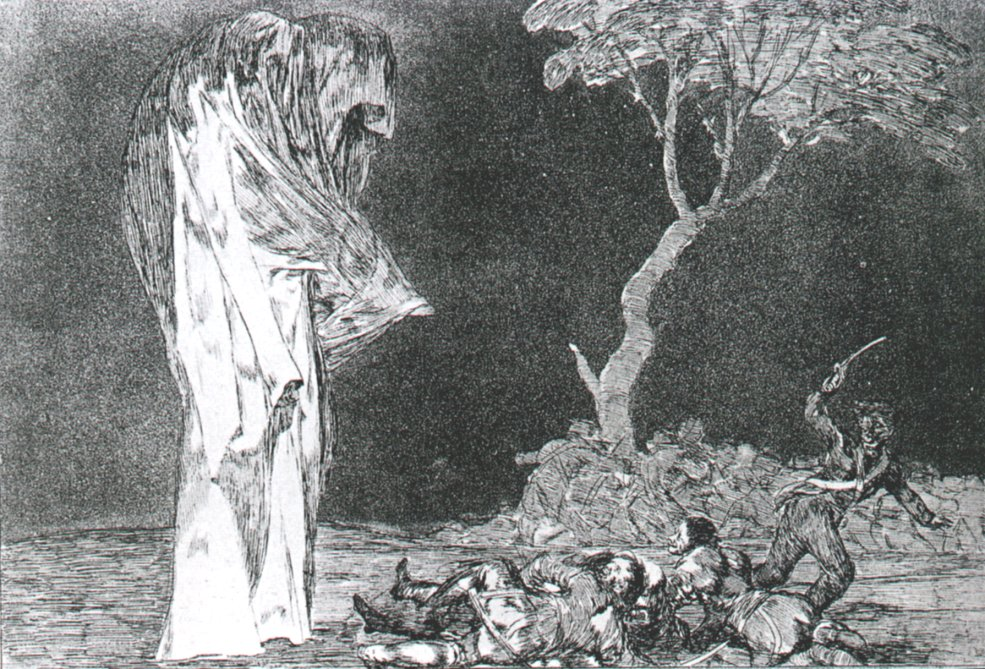
Goya, Disbarat de por, 1815-1824. Disbarats 2, 245 x 357 mm. Planxa de coure; aiguafort, aiguatinta i punta seca. En aquesta estampa, Goya ha enfosquit el cel amb l'aiguatinta.

L'aiguatinta és una modalitat de gravat al buit, la tinta es diposita a les parts atacades pel mordent. La matriu és de metall, això significa que és un gravat calcogràfic. Com calcografia, es treballa de manera indirecta, per acció corrosiva d'un àcid, anomenat mordent. L'aiguatinta persegueix aconseguir superfícies enfosquides en l'estampa.

## El procés
El procés és similar al de l'aiguafort, però produeix una estampa amb un aspecte totalment diferent. Els gravats a l'aiguatinta sorgeixen en el segle xviii, per l'obstinació dels artistes de recrear l'efecte de les aiguades en els gravats. Per això s'esmenta com a tècnica pictòrica.
Per a crear un gravat a l'aiguatinta, s'escampa resina en certes zones de la planxa i s'escalfa. La resina hi quedi adherida, creant zones tonals en lloc de línies. Això es pot fer de manera uniforme o regulant la distribució de la pols. En el primer cas s'utilitza una caixa de resinar, manera tradicional, o s'aplica pintura amb aerosol. En el segon cas apliquem la resina manualment, això ens permet assolir més control en les diferències tonals. A continuació, se submergeix la planxa en un àcid suau que dissol la superfície en les zones que no estan cobertes per la resina.
En l'aiguatinta el gravador treballa enfosquint superfícies, operació inversa que en la mezzotinta. Si l'artista vol que algunes zones quedin més fosques que unes altres, exposarà aquestes a una acció més perllongada de l'àcid que acabarà picant-les i així retindran millor la tinta. El mètode de l'aiguatinta resulta difícil de controlar i acostuma a ser utilitzat en combinació amb altres tècniques del gravat calcogràfic com l'aiguafort o la punta seca.